# Улица Фрунзе (Владикавказ)
Улица Фру́нзе — улица в городе Владикавказ, Северная Осетия, Россия. Находится в Иристонском муниципальном округе между улицами Бутырина и Куйбышева. Начинается от улицы Куйбышева. 
Улицу Фрунзе пересекает улица Максима Горького. На улице Фрунзе заканчивается Нагорная улица.

## История
Улица названа в честь советского партийного и государственного деятеля Михаила Фрунзе.
Улица образовалась в середине XIX века. Впервые отмечена в списке улиц города Владикавказа от 1891 года под наименованием Большая Георгиевская улица. В 1911 году упоминается под названием Большая Георгиевская улица на Плане областного г. Владикавказа Терской области. Упоминается под этим же названием в Перечне улиц, площадей и переулков от 1911 года.
В 1902 году упоминается на фрагменте «Генерального плана части города Владикавказа с показанием на нём участка под зданием № 47. 1902 г.» под наименованием 2-я Большая Георгиевская улица.
25 октября 1922 года постановлением Исполкома Владикавказского городского совета рабочих, крестьянских и красноармейских депутатов была переименована в улицу Орахелашвили в честь одного из руководителей борьбы за советскую власть на Кавказе Ивана Орехалашвили. Упоминается под этим же названием в Перечне улиц, площадей и переулков от 1925 года.
В 1937 году упоминается на «Плане г. Орджоникидзе 1937 г.» как улица Фрунзе.

## Объекты
Памятники культурного наследия России
- д. 9 — Дом, где в 1951—1952 гг. жил кавалер Ордена Славы 3-х степеней Иван Иванович Кадомцев.
- д. 17 — памятник архитектуры и градостроительства.
- д. 21 — памятник архитектуры и градостроительства.
- д. 27 — Дом, где с нач. XX в. по 1937 г. жил поэт Александр Захарович Кубалов.